# Paraje 29
Paraje 29 es una localidad argentina ubicada en el departamento Vera de la provincia de Santa Fe. Se encuentra sobre la ruta provincial 40 Arturo Paoli, 50 km al norte de Vera, y 18 km al este de Fortín Olmos de la cual depende administrativamente.
Cuenta con red de agua potable proveniente de perforación. Cuenta con una escuela primaria.

## Población
Cuenta con 185 habitantes (Indec, 2010), lo que representa un descenso del 17% frente a los 223 habitantes (Indec, 2001) del censo anterior.
| Gráfica de evolución demográfica de Paraje 29 entre 1991 y 2010 |
|                                                                 |
| Fuente: Censos nacionales del INDEC                             |